# Tomás Harris
|  | No s'ha de confondre amb Thomas Harris. |

Tomás Harris Rodríguez, o Thomas (Tommy) Harris (Barri de Hampstead, Londres, 10 d'abril de 1908 - Llucmajor, Mallorca, 27 de gener de 1964) fou un pintor i historiador d'art britànic. Fou oficial de parla castellana del servei militar d'espionatge britànic MI5 durant la Segona Guerra Mundial i treballà amb el català Joan Pujol i Garcia, Garbo.
Harris era fill de la sevillana Enriqueta Rodríguez de León i del marxant d'art i joier anglès Lionel Harris, fundador de les Spanish Art Galleries de Madrid i Londres. La seva vocació era la pintura i el dibuix, i cursà estudis d'art a la Slade School of Art (Universitat de Londres), amb el suport d'una beca Travelyan Goodall (1923), i posteriorment a la British Academy de Roma. Tanmateix, el seu pare decidí que la seva relació amb el món artístic havia d'estar en la venda d'obres d'art, pel negoci familiar. La seva germana Enriqueta Harris (1910-2006) fou una destacada historiadora de l'art, un dels millors estudiosos de l'art hispànic en el món anglosaxó.

## Oficial de l'MI5

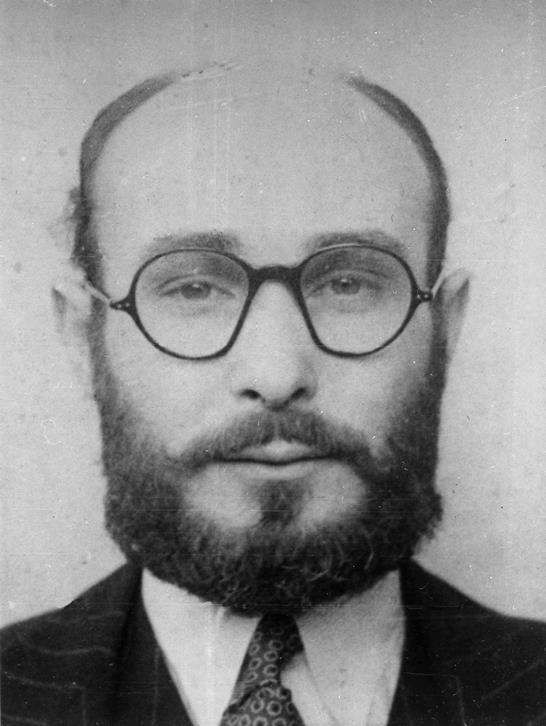
Joan Pujol Garcia, Garbo

Treballà amb el seu pare entre 1930 i 1939. Militant comunista, durant la Guerra Civil espanyola es dedicà al reclutament de voluntaris per a les brigades internacionals. Quan esclatà la Segona Guerra Mundial s'integrà a les forces de l'MI5, el servei secret dedicat a les tasques de contraespionatge dins de les fronteres britàniques. Allà conegué Anthony Blunt, l'espia de la reina, amb qui compartia l'afició a les arts. En un primer moment, la seva tasca es limità a treballar en unes instal·lacions dedicades a la formació de nous espies, però poc després els seus més que evidents dots per al món de la intel·ligència militar acabaren per convertir-lo en un agent secret de primera línia. Gràcies als seus notables coneixements de castellà i d'Espanya, una de les seves primeres missions consistí a detectar i desmantellar la xarxa d'espionatge que havia teixit el règim franquista en sòl britànic, i que lògicament seria per ajudar els seus aliats nazis. El seu major assoliment, però, es produí mitjançant la col·laboració amb el català Joan Pujol i García, Garbo, un espia doble que fingia espiar per als nazis, quan en realitat treballava per als aliats. Junts aconseguiren enganyar els serveis d'intel·ligència alemanys (operació Fortitude), fent-los creure que el decisiu desembarcament del dia D s'anava a produir a l'estret de Calais, i no a Normandia, com passà finalment (operació Overlord).

## Harris artista
En acabar la guerra, Harris es dedicà a pintar i dibuixar. Amb una voluminosa fortuna, es traslladà a Espanya per residir a Màlaga temporalment fins que fixà la residència a Mallorca el 1948. L'any següent, comprà un estudi a Camp de Mar, Andratx, Mallorca, que havia ocupat abans l'il·lustrador Cecil Aldin, que reformà i convertí en Estudi Harris. D'altra part, tenia un vaixell de lleure a Portocolom i es relacionava amb personatges de la societat mallorquina: el galerista Josep M. Costa Gispert, el dibuixant Josep Bover Bennàssar, el psiquiatre i pintor aficionat Bartomeu Mestre i Mestre, el rector de Felanitx, Gabriel Rabassa Bisquerra, la família Ensenyat, entre d'altres.
Com a pintor fou influït per William Blake, els simbolistes i els expressionistes. Tractà el paisatge mallorquí i en destaquen els titulats Tres oliveres, Pujol amb matolls i Ametllers en flor; i el retrat, els més significatius són el seu autoretrat, el retrat d'un home vell d'Andratx, els retrats dels seus col·legues Donald MacLean i Desmond Bristow i el de Carme Ensenyat. Treballà un estil d'arrel expressionista que transmet sentiments d'inquietud, angoixa i pessimisme. Abunden els colors freds (blaus i verds), que combina amb terres i grocs. El dibuix tendeix a desfer-se en línies que suggereixen formes turmentades o, si més no, durament estressades i, alhora, saturades de frustracions i desolació. També realitzà dibuixos, litografies, gravats, escultura, decoració de ceràmica, tapissos i vitralls artístics.
Exposà a les Reid & Lefevre Galleries de Londres (1943 i 1955), al Museu d'Art Contemporani de Madrid (1947 i 1955), a les Knoedler Galleries de Nova York (1954 i 1957), a les galeries Costa (Palma, 1955), en una sala de Felanitx (Mallorca, 1955), a la sala Parés (Barcelona, 1955) i al Museu d'Art Contemporani de Madrid (1955).
Com a col·leccionista d'obres d'art, posseïa pintures d'El Greco, Diego Velázquez i Francisco de Goya, a més de gravats d'aquest darrer, que llegà al Museu del Prado. Harris s'obsessionà amb l'obra de Goya fins al punt de dedicar-se en cos i ànima a una profunda investigació de la seva tasca com a gravador, i arribà a adquirir més de 2.000 treballs -gravats i litografies en la seva major part- de Goya, i n'elaborà un catàleg raonat (Goya: Engravings and Litographs) que encara avui es considera una obra de referència imprescindible sobre el Goya gravador.

## La mort de Harris
El descobriment de les activitats d'espionatge d'Anthony Blunt revelà que Harris, des de Mallorca, participava en el finançament dels agents que treballaven a Europa a favor de la Unió Soviètica. La seva fosca mort en accident d'automòbil a l'actual carretera Ma-19A (km 23,500), a l'entrada de Llucmajor, prop del Camp de Sa Batalla, i el seu passat als serveis secrets, despertaren sospites sobre la veritable naturalesa de l'accident fatal. Oficialment, morí del traumatisme múltiple a la consulta del doctor Lorenzo Prieto Herrero, situada al carrer de Sant Miquel, 10, de Llucmajor, on fou traslladat per agents de la guàrdia civil. Amb ell viatjava la seva dona, Hilda Webb, que resultà il·lesa. El cos de Harris fou enterrat el dia 29 de gener de 1964 al cementiri de Palma.